# Down by the River (Neil-Young-Lied)
Down by the River ist ein Rocksong von Neil Young und seiner neu formierten Band Crazy Horse. Der Titel erschien 1969 auf dem ersten gemeinsamen Studioalbum Everybody Knows This Is Nowhere.

## Entstehung
Wie sich Young im 49. Kapitel seiner Autobiografie erinnert, entstand Down by the River am selben Tag wie Cinnamon Girl und Cowgirl in the Sand. Seine neue Band Crazy Horse war damals gerade erst seit zwei Wochen zusammen. Neil lag mit einer Grippe im Bett und hatte Fieberträume; im Begleittext zur Kompilation Decade hielt er fest: „wrote this with 103° fever in bed in Topanga“. In lichten Momenten probierte er verschiedene Gitarrenstimmungen aus: D-modal führte zu Cinnamon Girl, e-Moll zu Down by the River und a-Moll zu Cowgirl in the Sand: „Das war ziemlich einmalig, drei Songs in einem Rutsch, und ich bin ziemlich sicher, dass mein rauschhafter Zustand eine Menge damit zu tun hatte.“
Die Grundlage für Down by the River war angeblich der Soulhit Sunny von Bobby Hebb, den Neil beim Kauf eines Grippemittels im Drugstore an der Ecke Fairfax Avenue/Sunset Boulevard aufgeschnappt hatte. Die gängige Melodie wurde in seinem Kopf zu einer Endlosschleife und entwickelte ein Eigenleben. Wieder im Bett, nahm Young die Gitarre zur Hand, änderte die Akkordfolge „und schon wurde Down by the River daraus.“
Billy Talbot, Bassist bei der Rockband The Rockets, aus denen Crazy Horse hervorgegangen ist, nennt eine andere Vorlage für den Song: „Man braucht sich bloß Let Me Go auf dem Album der Rockets anzuhören, und schon hat man den Ursprung von Down by the River.“
Mitwirkende
- Neil Young: Elektrische Leadgitarre, Gesang
- Danny Whitten: Elektrische Rhythmusgitarre
- Billy Talbot: E-Bass
- Ralph Molina: Schlagzeug

## Inhalt
Das Lied hat trotz seiner Überlänge lediglich drei Strophen, die jedoch durch ausufernde Gitarrenimprovisationen voneinander abgetrennt sind, wodurch eine Gesamtspieldauer von 9 Minuten zustande kommt. Wie schon Hey Joe, das in den 1960er Jahren ein gern und häufig interpretierter Titel war, behandelt Down by the River ein Eifersuchtsdrama. Laut Young geht es „um einen Typen, der große Schwierigkeiten hat, sich zu beherrschen.“ Der Mann lässt seiner dunklen Seite freien Lauf und tötet aus Eifersucht unten am Fluss seine Freundin, obwohl er sie sehr liebt („she could drag me over the rainbow“). Der Fluss ist hierbei sowohl Tatort als auch Metapher für etwas Trennendes („be on my side or be on your side, baby“).

## Aufnahmen (Auswahl)
Neil Young hat den Song mehrmals live aufgeführt und aufgenommen, sowohl solo-akustisch als auch mit elektrisch verstärkter Band. Aufnahmen von Down by the River gibt es auf den Alben:
- 1969: Everybody Knows This Is Nowhere (von Neil Young mit Crazy Horse)
- 1969: Live at Fillmore East, 1969 (von Crosby, Stills, Nash & Young)
- 1970: Carnegie Hall 1970
- 1970: Live at Fillmore East (von Neil Young & Crazy Horse)
- 1970: 4 Way Street (von Crosby, Stills, Nash & Young)
- 1970: Live at the Cellar Door
- 1971: Live at Massey Hall 1971
- 1971: Young Shakespeare
- 1971: Royce Hall 1971

## Coverversionen
Die Komposition wurde recht zeitnah von anderen Musikern interpretiert, erstaunlicherweise vor allem aus der Black Community, besonders aus dem Funk- und Reggae-Bereich. Bereits im Juni 1970 erschien auf dem Album Them Changes (Mercury) die Version des Blues- und Funk-Schlagzeugers Buddy Miles.
Die Band Inner Circle aus Jamaika veröffentlichte eine Reggae-Version auf ihrem Album Hard & Heavy (1971).
Auch der jamaikanische Sänger Ken Boothe nahm eine Reggae-Version auf; sie entstand 1974 während der Zusammenarbeit mit dem Produzenten Lloyd Charmers und ist auf der Kompilation Everything I Own - The Lloyd Charmers Sessions 1971-1976 (Trojan, 2016) enthalten.
Die US-amerikanische Funkband The Undisputed Truth nahm eine psychedelische Soulversion auf, enthalten auf dem Album Cosmic Truth (Motown, 1975).
Die Funkband The Meters nahm Mitte der 1980er Jahre eine Version auf, die jedoch erst 2001 auf dem Album Kickback erschienen ist.
Der Sänger Michael McDonald veröffentlichte im Jahr 2000 seine Version auf dem Album Blue Obsession.